# Oger (folklore)

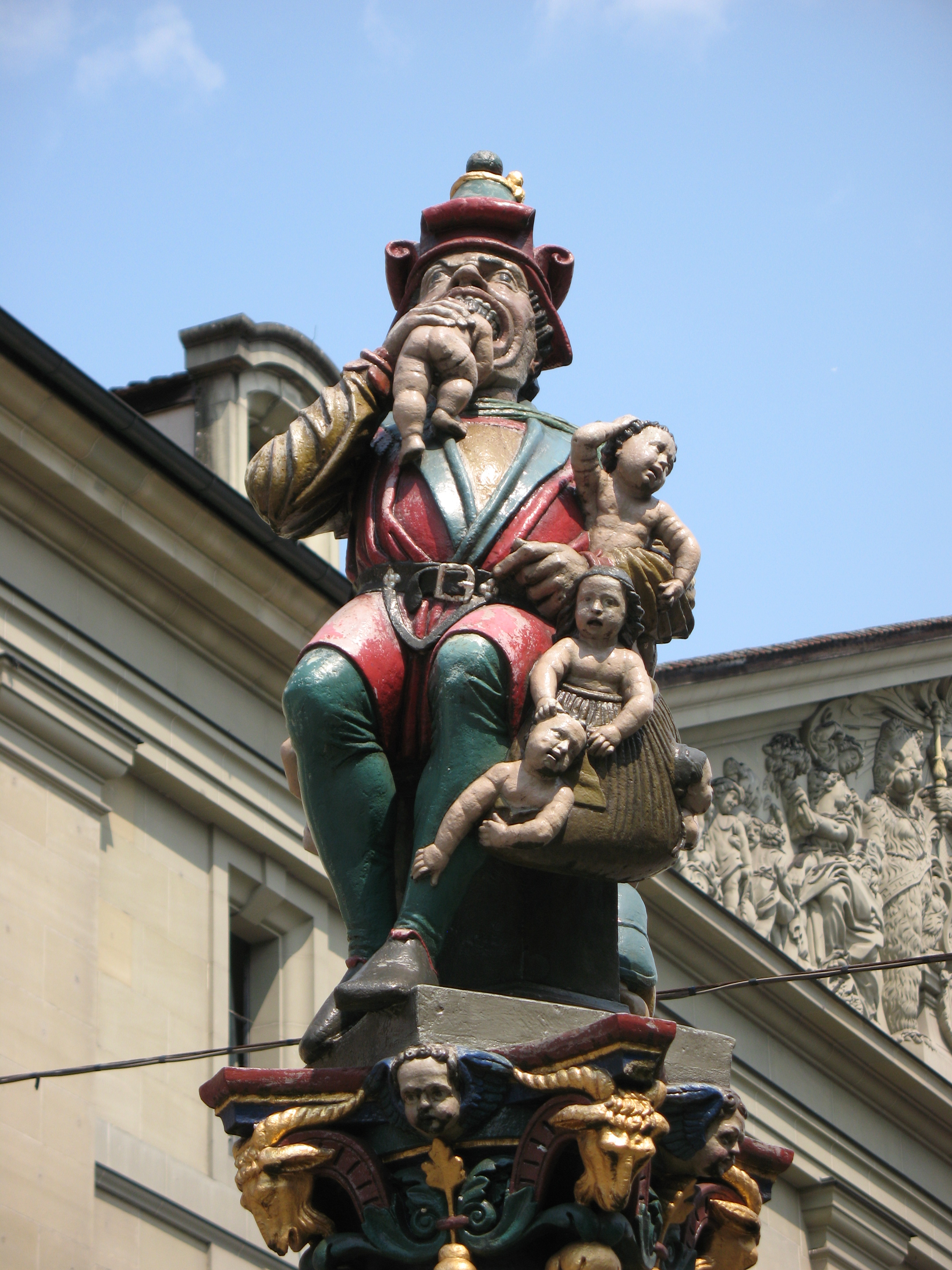
Kindlifresserbrunnen, Bern, Zwitserland

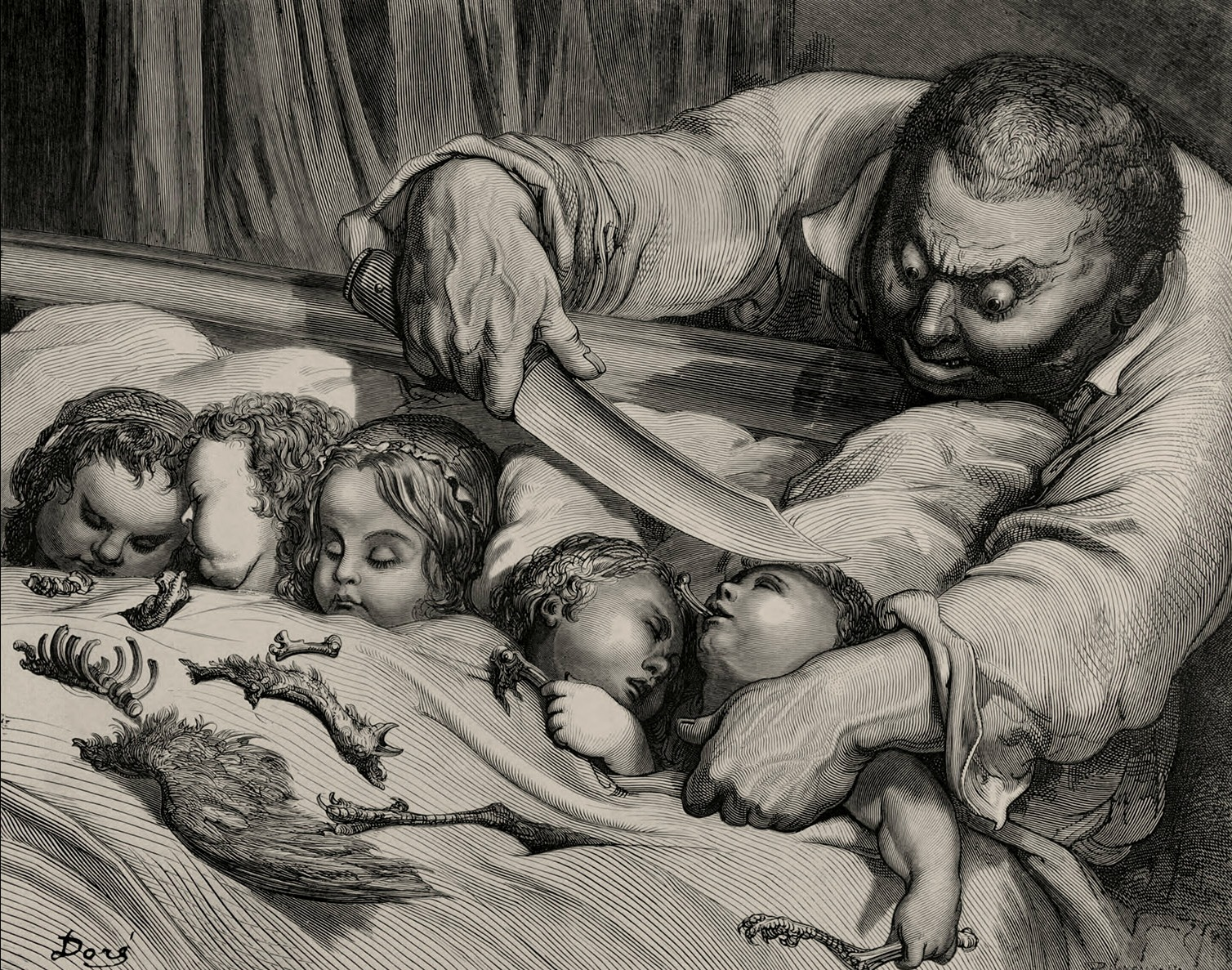
Een scène uit Klein Duimpje

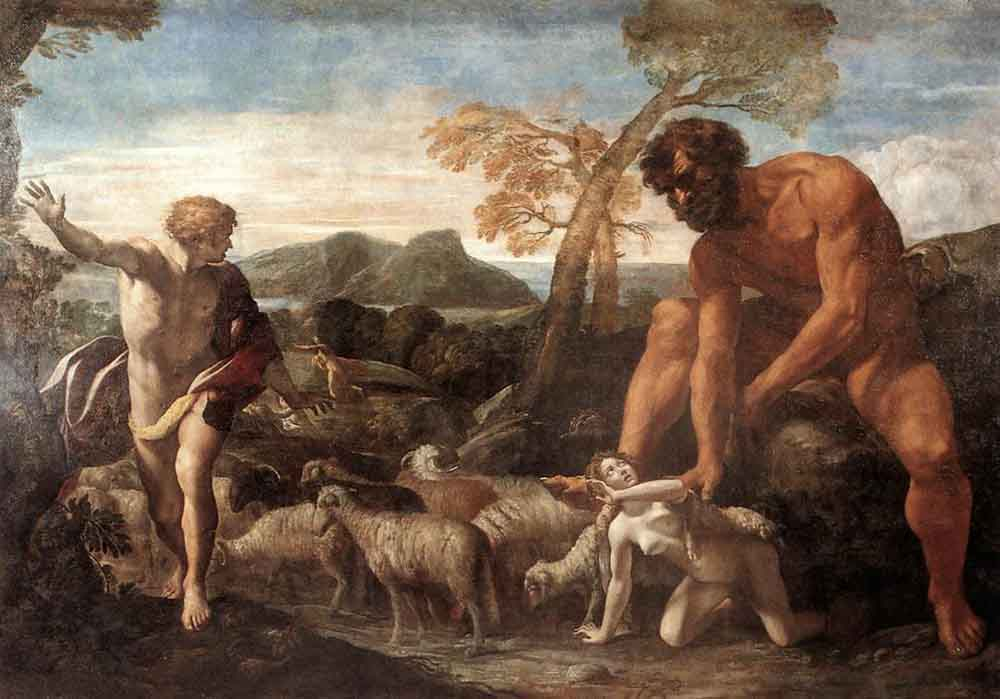
Scène uit Orlando Furioso; de koning van Damascus (Giovanni Lanfranco Norandino) en zijn vrouw Lucina hebben schipbreuk geleden, Lucina wordt tijdens de ontsnappingspoging uit de grot ontdekt door de Oger, 1624

Een oger is een groot en lelijk mensachtig monster. Ogers komen vaak in sprookjes en folklore voor als wezens die mensen eten. Ze zijn verschenen in vele klassieke literaire werken. In kunst worden ogers vaak afgebeeld met een groot hoofd, veel stug haar en een baard, een grote buik en een sterk lichaam. Tegenwoordig worden varianten van ogers gevonden in de meeste moderne fantasy-spellen, zie ook Ork.
De term wordt ook vaak gebruikt in metaforische zin voor afschuwelijke personen die hun slachtoffers exploiteren, misbruiken en mishandelen. Het woord staat echter niet in Van Dale. In Nederlandse vertalingen van oudere verhalen, zoals Klein Duimpje, wordt er in plaats daarvan vaak gesproken over een reus of een menseneter.

## Etymologie
Het woord oger komt uit het Frans en werd oorspronkelijk toegeschreven aan ofwel Charles Perrault (1628-1703) of Marie-Catherine Jumelle de Berneville, Comtesse d' Aulnoy (1650-1705), beiden Franse auteurs. Andere bronnen zeggen dat de term van het woord Hongrois komt, wat 'Hongaars' betekent. Nu wordt verondersteld dat het woord geïnspireerd is op de werken van de Italiaanse auteur Giambattista Basile (1575-1632), van het Napolitaanse woord uerco, in Standaarditaliaans orco. Dit woord komt voor in eerdere Italiaanse werken en is afkomstig van het Latijnse orcus en het Oudengelse orcnēas dat aangetroffen wordt in Beowulf regel 112-113. Dit inspireerde J.R.R. Tolkien tot zijn Orc. Al deze woorden zijn mogelijk afkomstig van een gezamenlijk Indo-Europees mythologisch concept (hierop speculeerde Tolkien zelf, aldus geciteerd door Tom Shippey in The Road to Middle-earth).
De eerste verschijning van het woord oger in Perraults werk was in zijn Histoires ou Contes du temps Passé (1697). Later kwam het voor in verscheidene van zijn andere sprookjes, waarvan vele waren gebaseerd op de Napolitaanse sprookjes van Basile. Het eerste voorbeeld van een vrouwelijke oger is gevonden in zijn versie van De Schone Slaapster.
De gravin D' Aulnoy gebruikte het woord ogresse (vrouwelijke oger) voor het eerst in haar verhaal L'Orangier et l' Abeille (1698). Zij was de eerste die het woord ogree gebruikte om te verwijzen naar het nageslacht van het wezen.
Albion werd bevolkt door reuzen; Corineus worstelt met de reus Gogmagog en werpt hem in zee. Die plek wordt sindsdien Gogmagog's Leap genoemd. In Logres, algemeen beschouwd als het rijk van koning Arthur, zouden de wilde reuzen wonen volgens Geoffrey of Monmouth. In het Frans heten deze reuzen ogres.

## Oni
In enkele vertalingen van verhalen uit de Japanse mythologie wordt Oni vertaald met Oger. In Issun-bōshi spelen Oni's een rol, de naam van het sprookje en de hoofdrolspeler kan vertaald worden met Klein Duimpje. 

## Ogers in populaire cultuur en media

### Videospellen
- In de spellen Warcraft van uitgever Blizzard Entertainment zijn ogers vooral domme grote monsters. Ze hebben vaak twee hoofden en zijn over het algemeen niet vriendelijk tegenover andere wezens.
- In het spel RuneScape van Jagex zijn ogers meestal domme grote monsters met één hoofd en geen of bijna geen haar. Uitzonderingen zijn een paar van hun leiders, die soms haar hebben en wat slimmer zijn. De meeste ogers zijn agressief, behalve leiders en Chompy-jagers.
- In het spel The Elder Scrolls IV: Oblivion van Bethesda Softworks zijn ogers onvriendelijke groene reuzen.

### Film
- De hoofdpersoon uit de filmreeks Shrek is een oger. In de originele versie is de stem van Shrek ingesproken door Mike Myers en heeft hij een Schots accent. De oger Shrek is geen stereotiepe vijandige oger en geen slechterik, maar een oger die in een moeras leeft en liever niet lastiggevallen wil worden. Shrek is op zoek naar liefde met andere sprookjes.

## Afbeeldingen

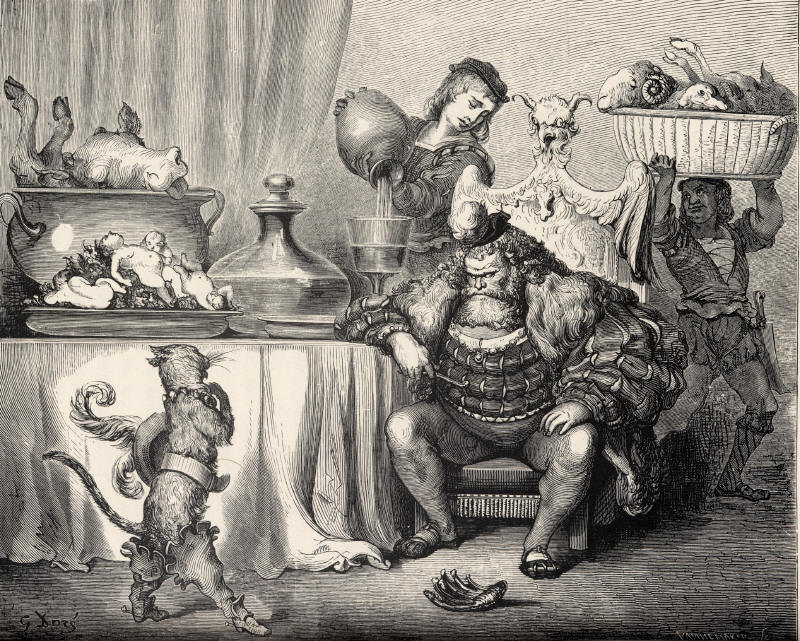
De Oger uit De gelaarsde kat
Kleinduimpje pakt de zevenmijlslaarzen van de Oger
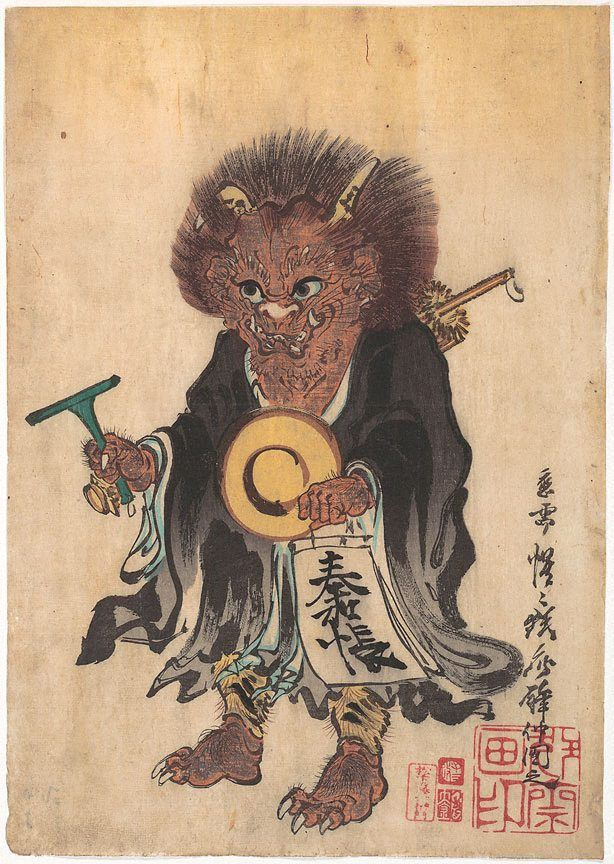
Deze Oger zegt een boeddhistisch gebed op, Kyosai Kawanabe, 1864
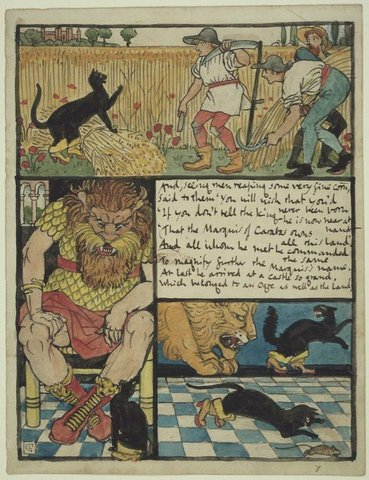
De gelaarsde kat vertelt over de Oger
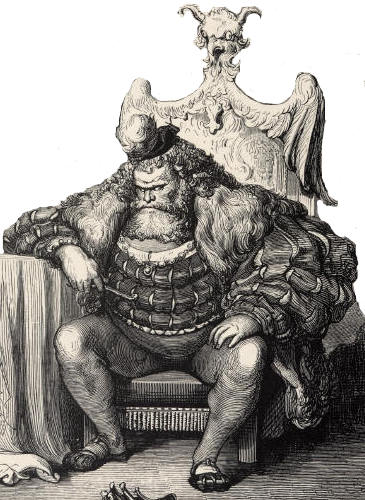
De Oger uit De gelaarsde kat